# Oberroth
Oberroth là một đô thị ở huyện Neu-Ulm bang Bayern thuộc nước Đức.